# Продавець льоду гряде (фільм)
Продавець льоду гряде (англ. The Iceman Cometh) — американський фільм 1973 року.

## Сюжет
Гаррі Хоуп — власник невеликого салуну. Його відвідувачі — п'яниці та покидьки, яким тільки й залишається, що говорити про своє минуле та про свої даремно прожиті життя. Єдину різноманітність в сумне життя цього закладу вносить Гіккі — торговець залізними виробами, який з'являється тут раз на рік. Він, з дивним гумором, розповідає відвідувачам історії про свою дружину і про продавця льоду.

## У ролях
| Актор            | Роль            |
| ---------------- | --------------- |
| Лі Марвін        | Гіккі           |
| Фредрік Марч     | Гаррі Хоуп      |
| Роберт Райан     | Ларрі Слейд     |
| Джефф Бріджес    | Дон Паррітт     |
| Бредфорд Діллман | Віллі Обан      |
| Соррелл Бук      | Уго Калмар      |
| Гілді Брукс      | Марджі          |
| Джуно Доусон     | Перл            |
| Еванс Еванс      | Кора            |
| Мартін Грін      | Сесіл Льюїс     |
| Моузес Ганн      | Джо Мотт        |
| Кліфтон Джеймс   | Пет Макглоін    |
| Джон Макліам     | Джиммі Туморроу |
| Стівен Перлман   | Чак Морело      |
| Том Педі         | Роккі Піоджи    |
| Джордж Восковец  | Піт Ветджойн    |
| Дон Макговерн    | Моран           |
| Барт Бернс       | Ліб             |